# Thomas S. Flood

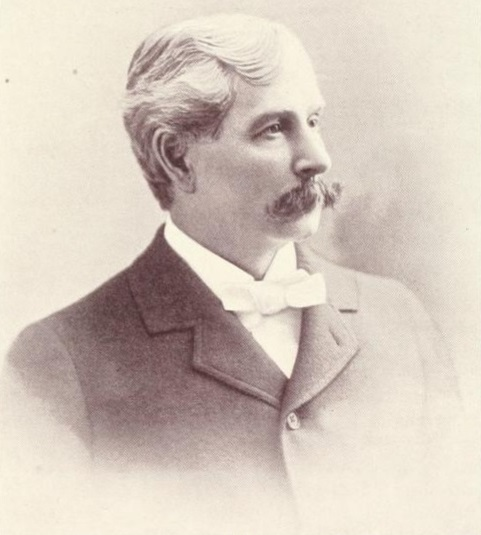
Thomas S. Flood

Thomas Schmeck Flood (* 12. April 1844 in Lodi, New York; † 28. Oktober 1908 in Pittsburgh, Pennsylvania) war ein US-amerikanischer Politiker. Zwischen 1887 und 1891 vertrat er den Bundesstaat New York im US-Repräsentantenhaus.

## Werdegang
Thomas Schmeck Flood wurde ungefähr zwei Jahre vor dem Ausbruch des Mexikanisch-Amerikanischen Krieges im Seneca County geboren. Er besuchte Gemeinschaftsschulen und die Elmira Free Academy. Danach studierte er Medizin, praktizierte aber nie. Flood betrieb dann ein Arzneimittelgeschäft. Er zog nach Pennsylvania und gründete die Town von DuBois. Er war dort der erste Postmeister. Später kehrte er nach Elmira zurück, wo er 1882 und 1883 im Board of Aldermen saß. Flood bekleidete 1884 und 1885 den Posten als Präsident der Chemung County Agricultural Society. Er war in der Landwirtschaft tätig und als Holzfäller. Politisch gehörte er der Republikanischen Partei an.
Bei den Kongresswahlen des Jahres 1886 für den 50. Kongress wurde Flood im 28. Wahlbezirk von New York in das US-Repräsentantenhaus in Washington, D.C. gewählt, wo er am 4. März 1887 die Nachfolge von John Arnot junior antrat. Er wurde einmal wiedergewählt. Da er auf eine erneute Kandidatur 1888 verzichtete, schied er nach dem 3. März 1891 aus dem Kongress aus. Während seiner Kongresszeit hatte er den Vorsitz im Committee on Expenditures on Public Buildings (51. Kongress).
Nach seiner Kongresszeit war er im Immobiliengeschäft tätig. Er verstarb am 28. Oktober 1908 während eines Besuches in Pittsburgh. Sein Leichnam wurde dann auf dem Woodlawn Cemetery in Elmira beigesetzt.